# Kawaii! JeNny
『Kawaii! JeNny』（かわいいジェニー）は、東宝・タカラトミー製作の日本の特撮テレビ番組（深夜特撮）である。1回2話で全13回（全26話）。
首都圏トライアングル3局（チバテレビ、テレ玉、tvk）にて2007年10月から放映開始（現時点では関東ローカル）。また、同年10月18日からはYahoo!動画においてストリーミング配信も開始した（毎週2話更新）。2008年10月からはCS放送局のカートゥーン ネットワークにて3本6話立てでの放送も行われた。

## 概要
本作品の特徴は、着せ替え人形玩具であるジェニーを登場キャラクターとしてそのまま用い、操演によって人形を動かして撮影されている点である。本作品ではこの手法をスーパー･ドールラマと呼んでいる。
一部引用はあるが基本的に本来のジェニーの設定と相互関係はなく、世界観やキャラクター設定は本作品の独自設定となっている。ストーリー面ではシリーズ構成を務める浦沢義雄の十八番であるシュールで奇抜な作風が遺憾なく発揮されている。
なお、タカラトミーによる女児向け特撮枠においては『ガールズ×戦士シリーズ』（テレビ東京系）まで10年、タカラトミーのコマ撮り（いわゆるストップモーションアニメ）による人形劇でのテレビアニメにおいては、『冒険大陸 アニアキングダム』（テレビ東京系）まで16年の間放送されていない。

## ストーリー
ジェニー、アキラ、なでしこの3人は、ひょんなことからMr.クラウンによって結成されたスイーツ・エンジェルスとしておしゃれとスイーツを地球上からなくそうと企むシスターB率いる秘密結社エイブランと戦うことになった！はずだが…。

## キャラクター

### スイーツ・エンジェルス
Mr.クラウンによって結成された、美少女3人組。
地球のオシャレとスイーツを守るため、悪の秘密結社エイブランと戦う。無報酬でこき使われ、交通費も支給されないためか、Mr.クラウンに不満を抱き、たびたび衝突を繰り返しており、それを見かねたエイブランたちが仲裁しようとしたこともあるほど。街中を移動する二階建てバスが本部となっている。
合体技はフラストレーション・アタック、シュプレヒコール・サンダーなど。
ジェニー
主人公。おしゃれとスイーツが大好きで、ファッションセンス抜群、でも漢字は苦手なアメリカLA出身獅子座の17歳。表向きは典型的な美少女タイプだが、妄想癖があったり本音を剥き出しにしてキレる時があったり、腹黒い発言を天然で吐くことがある。ファッションモデルになりたい夢を持っていることが第2話で描かれており、第8話ではファッションデザイナーになる夢を1エピソード丸々使って描かれている。
エイブランと対峙した時にはピンク色のフェアリーテクターを装着してスイーツ・エンジェルスとして闘う。変身後の必殺技は2本の輝くバトンを回転させ敵にぶつけるシャイニング・バトン・フラッシュ。
アキラ
ボーイッシュで体育会系美少女。数字に弱いおうし座の17歳。一人称は俺。エンジェルスの中では最も常識人。イヤリングはエメラルドグリーン色のハート型の物をしている。ジェニーのついでにスイーツ・エンジェルスに入れられた。
フェアリーテクターの色は緑。変身後の必殺技は急降下してキックを放つダイナミック・シュート、スパークリング・シュート。
なでしこ
才色兼備で和風情緒溢れるお嬢様。京都出身で、乙女座の18歳。合気道の心得があり、度々公園で琴を弾く。実家は京都にある。普段はおしとやかで「○○ですわ〜」が口調。要所要所で腹黒いセリフを吐いたり、静かにキレる行動の端々を見るにジェニーと違い二面性な面を持ち合わせている。アキラと共にスィーツ・エンジェルスに入れられた。
フェアリーテクターの色は紫。変身後の必殺技は、ヘリを一撃で撃墜する威力を持つ電撃を帯びた矢を放つスイーツ・アロー（電撃ビリビリ）。

### 秘密結社エイブラン
オシャレとスイーツを地球から無くしてしまおうと企むシスターB率いる悪の秘密結社。ある時はロボを操り、ある時は知略？を駆使してジェニーたちを苦しめる。実はアジトが賃貸で、資金難のためにアルバイトをしたりする。
シスターB
個人的な事情により秘密結社を結成した17歳の謎の美少女。13・14話後のミニコーナーで「現リーダーがあたし」と話している。音痴。
その事情は、お洒落を無くして他の子が地味になれば、自分だけが目立ちモテると思ったり、スイーツを食べ過ぎて太ったからと、どちらも個人的な理由であるが、その意に反して劇中のアジト内では平然とスイーツがテーブルに並んでいる描写が見られる。ミリタリーファッション（迷彩服）に独自の拘りを持っている。興奮すると語尾に"○○ちゃ！"が付くようだ。24話の「こわかばい」というセリフから、九州出身と思われる。

#### 幹部
エイブランの幹部でシスターBの配下の熊。普段は忠実な配下だが、時にはシスターBのわがまま放題ぶりに反して家出したり、キレたりもする。シスターBとは一緒に住んでいるらしく、寝食を共にしている。毎日お風呂に入って綺麗好きで、シスターBは「全然匂わないわ！」と言うが、ジェニーたちは臭いらしい。ISPの特殊飛行機を難なく操縦したこともある。
クマさん（クマブーさん）
黒クマのオカマ。要塞に住んでいる。豚骨ラーメンがなぜか苦手で、ピアノを嗜む。
クマくん（クマ吉くん）
関西弁を話す茶色（ブラウン）のクマ。片目がアイパッチになっている。木の家に住んでいる。父親の影響でコントラバスを始め、それを得意とする。
クマちゃん（クマPちゃん）
白クマ。「でちゅ」など赤ちゃん言葉だが一番毒舌を吐く。ワラの家に住んでいる。トランペットが得意で、小学生のころから続けている。

### その他
Mr.クラウン
スイーツ・エンジェルスの司令官。国際科学警察「ISP(International Science Police)」長官。常にサングラスをかけているが、サングラスを外すとつぶらな瞳があらわになる。スイーツ・エンジェルスの出動要請が無視されるとヘリで自ら探しに来る。ISP独自の戦力を指揮できる立場にいる。エンジェルスとは賃金をめぐってしばしば抗争を繰り返しており、果てはエイブランに依頼してエンジェルスたちを倒そうとするなど黒い言動が多い。最終決戦でゴミモンスターが倒された後、「ゴミモンスターは君たちの心の中にいる」と意味深な発言をし、ジェニーたち（エイブラン含む）からゴミを投げられる。
リナ
Mr.クラウンの秘書。ジェニーたちにスィーツを運んだり、IDFの受付をやっていたり、最終回では戦闘ヘリ部隊の一員としてゴミモンスターとの戦いに挑んだりと仕事の幅が広い。本家ジェニーのフレンドドールにも同名のキャラクターがいる。
ぱぴー
スイーツ・エンジェルス本部（バスバス）のルームにいる調査・分析機能を搭載した子犬型ロボットで、その操縦も行っている。頭頂部を回転し耳をローター代わりにすることで飛行形態となり、飛行も可能。
ハリー
ジェニーが憧れるハイスクールでの先輩。バスケ部のキャプテンで、五輪選考会にも参加したことがある。ひょっとこが好き。実は苦学生で学費を稼ぐためにアルバイトをしている。エイブランの幹部たち（クマ軍団）と仲が良いなど、色々と謎の多い人物。最終決戦は地球防衛軍の戦闘ヘリ部隊隊長としてゴミモンスターに立ち向かうが、ゴミモンスターによって防衛軍は全滅。ハリーとリナが生き残っていてゴミモンスター足元で分別に奔走する場面は撮影されたが、時間の都合で本編ではカットされた。10話に登場したハリーによく似たバリー教官との関係は本編では特に語られていない。
ゴミモンスター
第19話から登場。星間物質とISPが捨てて宇宙空間に漂っていたゴミの怨念が融合して誕生したモンスター。赤い光線を目から発射したり、口からゴミを吐き出したり、身体のゴミを撒き散らして相手を攻撃する。やさしくされれば素直に言うことを聞く一面も。最期はカシマCにゴミを分別され、スイートハートズバッシュ・ダブルとエンジェルジェットカッターに敗れて宇宙空間に追放。

## メカなど
- 『超星神グランセイザー』の流星のプロップが流用されている[7]。

ジャイロジェスパ
スイーツエンジェルス用の1人乗り特殊スクーター。普通のスクーター同様地上走行が可能だが、変形することにより空も飛べる。ただし変形作業には20分もかかる。ISPの予算の都合で1台のみ配置されている。
バスバス
ISPの移動基地で、スイーツ・エンジェルスの本部である二階建てバス。Mr.クラウンからの指令は主に2階のルームで受けている（Mr.クラウンを呼び出せるのはパピーのみ）。なぜかシスターBたちに所在がバレている。

### ISPの特殊飛行機
スカイスワロウ
ジェニーが搭乗する飛行メカ。ツバメを模したデザインで、翼にハイパワーエンジンを搭載し、高速飛行や急旋回、空中ストップが可能。強化ブースターをつければ宇宙にも行けるらしい。
サブマリンGF
アキラが搭乗する水中メカ。金魚を模したデザイン。高性能センサーを内蔵している。空も飛べるが主に水中で活躍。
グランドリル
なでしこが搭乗する地中メカ。リスを模したデザイン。先端にどんぐりドリルを出して、地中を掘り進むことが出来るほか、飛行も可能。

### ISPのロボット
ダイカイテン
第21話から登場。最初にISPが開発した強化メタル製のボディを持つ巨大ロボ。イタズランIIと共にゴミモンスターを倒すはずだったが、仲間割れで破壊。
必殺技は反重力 送り火 大文字アタック。ゴミ攻撃を大文字バリヤー（大の字バリアー）で防ぐことができるが、エンジン音がうるさく、乗り心地は最悪である。
カシマC
第23話から登場。ISPの超天使ロボ。ダイカイテンに代わりゴミモンスターとミュージカル（!）で戦う。
必殺技は巨大なハートを敵に当てるスイートハートズバッシュ。その他の装備はラブラブ光線、背中の羽根を投擲するエンジェルジェットカッター。
- 銀色の部分はウェットスーツがベースとなっている。

### エイブランのメカ
イタズラン
第1話にて登場した、シスターBが搭乗する巨大なイタズラロボット。自我があり自律稼動も可。シスターBの命によりビルに落書きしたり、目から発射するおしおきビームで、スイーツエンジェルスを倒そうとするが、逆に倒される。
イタズランII
第21話から登場。イタズランが3倍の性能に修理・改造され、赤いボディとなった改良型。
ネオ・おしおきビームが必殺技。

## キャスト
表記は本編／パイロット版
- ジェニー：野川さくら／たがみかおり
- アキラ：小林ゆう／花井なお
- なでしこ：桑谷夏子／岩野なつみ
- シスターB：桃井はるこ／尾張由美子
- クマさん（クマブーさん）：福井信介
- クマくん（クマ吉くん）：武虎
- クマちゃん（クマPちゃん）：尾張由美子
- Mr.クラウン：松岡大介／五島貴史
- リナ：タルタエリ
- ハリー：寺島拓篤
- ゴミモンスター：園部好德
- 巨大ロボダイカイテン：松岡大介
- 超天使ロボカシマC：松岡由貴
- 巨大ロボイタズラン（スーツアクター）：岩崎晋弥
- イタズランII（スーツアクター）：南辻史人
- ダイカイテン（スーツアクター）：小倉直紀
- 超天使ロボカシマC（スーツアクター）：日野由佳

## スタッフ
- 企画：藤原正道、佐藤慶太、川北紘一
- 製作：釜秀樹、久保弥
- プロデューサー：大島孝幸、功刀文喬、田中満
- シリーズ構成：浦沢義雄
- 脚本：浦沢義雄、千葉克彦、大和屋暁、下山健人、川端信也
- ダイナミック・トイメーション：川口謙司、青木貴広、八巻亜由子
- 撮影：桜井景一
- 美術：大澤哲三、山田順啓
- 照明：瀬尾伸幸
- 操演：川口謙司
- 編集：斉藤和彦
- VE：石井千秋
- スクリプター：本田有紀、堀ヨシ子、小林加苗
- 助監督／企画協力：今井聡
- 制作：太田勝一郎
- デザインワークス：西川伸司、谷田知彦
- ミニチュア製作：岩崎憲彦
- 特殊造型：吉田哲弥、伊藤成昭
- VFXプロデュース：杉木信章
- VFXスーパーバイザー：三輪智章
- VFXアニメーター：越智裕司、田中良一
- 視覚効果：中山剛志、鈴木浩一
- 音楽：高梨康治
- 音楽プロデュース：山田聡
- 音楽協力：フロム ミュージック、レガートミュージック
- 監督：川北紘一
- 制作プロダクション：ドリーム・プラネット・ジャパン
- 製作：東宝、タカラトミー
- ©2007「Kawaii! JeNny」製作委員会

## 主題歌

### オープニング
ルミカ
作詞・作曲・編曲・歌：桃井はるこ
悪役を務める声優がエンディング曲を歌う例は幾つかあるが、オープニングを手掛けるのは異例である。

### エンディング
ハイ・エナジー
作詞・作曲：桃井はるこ 編曲：斎藤真也 歌：野川さくら・桃井はるこ

## 制作
実制作は川北紘一が代表取締役を務めるドリーム･プラネット･ジャパンが担当。コマ撮りなどの判りやすい特撮を使っていないが、所々に川北紘一が有する特撮技術や特殊CGを決して潤沢とは言えない制作予算内でやりくりしながら投入。また、小物の装飾協力をしているリーメントの装飾品も、良い引き立て役となっている。
本作品の助監督である今井聡は、かつて本作品同様ジェニーを使用した自主制作実写作品『ドリームエンジェルジェニーV』を製作した経験があり、監督の川北は今井を「本作品の企画者」であると発言している。川北も東宝に所属していた時代から人形劇の企画を提案していたといい、本作品は念願の作品であったと述べている。
人形劇専用に新規に制作された人形ではなく既存商品を用いており、首など一部の部分は動かしやすいように若干の改造を施している。川北によれば、リカちゃんはタカラトミー側が大切にしているので断られ、ジェニーになったという。
川北によれば、ジェニーと同じくタカラトミーの玩具『ゾイド』を用いた実写企画もあり、パイロット版まで作られたが諸事情により頓挫した。

## 放映リスト
放映日は最速のチバテレビのものを記載する。30分枠の前後15分で1本ずつ、別途のストーリーを放送している。
| 放送日   | 話数         | サブタイトル                       | 脚本     |
| -------- | ------------ | ---------------------------------- | -------- |
| 10月1日  | 1            | スイーツ・エンジェルス             | 浦沢義雄 |
| 10月1日  | 2            | なぜ、スイーツ・エンジェルスに?    | 浦沢義雄 |
| 10月8日  | 3            | エイブランを解散せよ!              | 浦沢義雄 |
| 10月8日  | 4            | 憧れの先輩、ハリー                 | 浦沢義雄 |
| 10月15日 | 5            | 宇宙人のペット                     | 浦沢義雄 |
| 10月15日 | 6            | ビーチバレー大会                   | 浦沢義雄 |
| 10月22日 | 7            | ハリーのアルバイト                 | 浦沢義雄 |
| 10月22日 | 8            | デザイナーのポリシー               | 浦沢義雄 |
| 10月29日 | 9            | エンジェルス解散？                 | 千葉克彦 |
| 10月29日 | 10           | 大空のジェニー                     | 千葉克彦 |
| 11月5日  | 11           | ストライキ                         | 大和屋暁 |
| 11月5日  | 12           | バレリーナ                         | 大和屋暁 |
| 11月12日 | 13           | スイーツ・エンジェルス&Mr.クラウン | 下山健人 |
| 11月12日 | 14           | スイーツ・エンジェルスと音楽祭     | 下山健人 |
| 11月19日 | 15           | 宝くじ                             | 川端信也 |
| 11月19日 | 16           | ダイエット                         | 川端信也 |
| 11月26日 | 17           | 新しい乗り物                       | 浦沢義雄 |
| 11月26日 | 18           | 入れ替わったけどそれが何か?        | 大和屋暁 |
| 12月3日  | 19           | ゴミモンスター                     | 浦沢義雄 |
| 12月3日  | 20           | なでしこ姫様                       | 下山健人 |
| 12月10日 | 21           | 改良イタズランII                   | 浦沢義雄 |
| 12月10日 | 22           | 三匹の小熊                         | 千葉克彦 |
| 12月17日 | 23           | 最強ロボカシマC登場!!              | 浦沢義雄 |
| 12月17日 | 24           | 古城への招待                       | 川端信也 |
| 12月24日 | 25           | ミュージカル決戦                   | 浦沢義雄 |
| 12月24日 | 26（最終話） | ゴミモンスターの最期               | 浦沢義雄 |

## 放送局
| 放送地域 | 放送局                    | 放送期間                       | 放送日時                                           | 放送区分   |
| -------- | ------------------------- | ------------------------------ | -------------------------------------------------- | ---------- |
| 千葉県   | チバテレビ                | 2007年10月1日 - 2007年12月24日 | 月曜 25時40分 - 26時10分                           | 独立UHF局  |
| 埼玉県   | テレ玉                    | 2007年10月2日 - 2007年12月25日 | 火曜 26時00分 - 26時30分                           | 独立UHF局  |
| 神奈川県 | tvk                       | 2007年10月6日 - 2007年12月29日 | 土曜 26時00分 - 26時30分                           | 独立UHF局  |
| 全国放送 | Yahoo!動画                | 2007年10月18日 - 2008年1月10日 | 木曜更新                                           | ネット配信 |
| 全国放送 | カートゥーン ネットワーク | 2008年10月3日 - 2008年10月31日 | 金曜 24時00分 - 25時30分 3話連続放送、リピートあり | CS、CATV   |

## 映像ソフト
- 2008年に東宝からDVDが発売された。全7巻[1]。

## 玩具
リカちゃんキャッスル
Kawaii! JeNny仕様のジェニー、アキラ、なでしこ、シスターBの人形が期間限定で『リカちゃんキャッスル』で販売された。パッケージは通常のものとは違い、『Kawaii! JeNny』仕様になっている。